# Octave Benjamin Herr
Pour les articles homonymes, voir Herr.
Octave Benjamin Herr (Héricourt (Haute-Saône), 16 février 1873 à Poul-ar-Velin en Guipavas, 3 septembre 1964), est un officier de marine français.

## Biographie
Il entre à l'École navale en octobre 1890 et en sort aspirant de 1re classe en octobre 1893. Il embarque alors sur le croiseur Duquesne en Atlantique Sud et obtient en octobre 1894 les remerciements du ministre pour une étude sur la Marine brésilienne.
Enseigne de vaisseau (octobre 1895), il sert sur le Hoche en escadre du Nord et rédige une étude sur l'artillerie des cuirassés allemands qui lui vaut de nouvelles félicitations. 
Second du torpilleur Éclair en Méditerranée, il écrit une étude sur l'emploi de ces bâtiments et devient en octobre 1898, adjoint au chef d'état-major de l'escadre de Méditerranée sur le Brennus. Il établit alors des vues de côtes et des instructions nautiques pour les torpilleurs qui lui apportent des remerciements du ministre. 
En septembre 1900, il est nommé adjoint au commandant de l’École de chauffe de Brest et rédige une étude sur le pilotage de nuit des torpilleurs qui est récompensée par un témoignage officiel de satisfaction (juin 1902). 
Lieutenant de vaisseau (avril 1902), aide de camp de l'amiral Gervais durant les grandes manœuvres, il l'accompagne à la Commission de refonte des livres de signaux et de la tactique navale et devient l'aide de camp de l'amiral Fournier en avril 1903. Il assiste celui-ci lors des grandes manœuvres de 1905 et 1906 et le suit comme secrétaire à la Commission internationale d'enquête sur les incidents anglo-russes du Dogger Bank (1905). 
En 1907, il commande un groupe de petits torpilleurs à la 5e flottille à Oran puis embarque à Brest sur le croiseur cuirassé Kléber (mai 1909) et passe en août 1910 à l'état-major particulier du ministre Boué de Lapeyrère. En avril 1911, il est nommé au commandement du contre-torpilleur Carquois puis est attaché en août à la majorité du commandant en chef de la 1re armée navale. Il sert alors sur le Voltaire puis passe sur le Jean Bart et obtient un témoignage de satisfaction pour sa conduite durant le torpillage du cuirassé par un sous-marin autrichien le 21 décembre 1914. 
Adjoint au chef d'état-major de la 1re armée navale, capitaine de frégate (mai 1915), second du cuirassé Diderot (janvier 1916), commandant du croiseur Jurien de la Gravière (novembre 1916), il exerce les fonctions de commandant militaire au Pirée et se fait remarquer en juin 1917 en sauvant le vapeur grec Aegeon en flamme dans le port. 
En août 1917, il est nommé officier d'ordonnance du ministre puis commande en janvier 1918 le Vauban et l'escadrille des patrouilles de Brest. En septembre, il prend le commandement du Rivoli et de la 1re escadrille d'escorte de l'Océan. Cité à l'Ordre de l'armée pour son efficacité dans la lutte contre les sous-marins ennemis (novembre 1918), il devient en mai 1919, chef de la 2e section de l'état-major à Brest et est promu capitaine de vaisseau (mai 1920) et chef du 1er bureau de l’État-major général. 
Chef d'état-major de l'escadre de Méditerranée sur la Bretagne (juin 1921), il est adjoint en juillet 1924 au chef d'état-major général de la Marine puis devient en décembre premier sous-chef d'état-major. 
Contre-amiral (janvier 1925), il commande en novembre 1926 la 2e escadre légère à Toulon avec pavillon sur le Metz. Commandant de la 2e escadre à Toulon (juin 1928), major général à Brest (novembre 1928), il obtient en février 1929, un témoignage de satisfaction pour son importante activité lors de la recherche de l'hydravion Latham 47 disparu en mer de Barents en juin 1928. 
Vice-amiral (août 1929), il préside le Comité technique de la marine et la Commission permanente des essais des bâtiments de la flotte (octobre 1929) et commande en septembre 1930 la division navale d'Extrême-Orient avec pavillon sur le Waldeck-Rousseau. 
Inspecteur général des forces maritimes du Nord, membre du Conseil supérieur de la Marine (octobre 1932), il prend sa retraite en février 1935 mais est rappelé à l'activité en août 1939. Il préside alors le Comité de contrebande chargé de l'organisation du blocus maritime de l'Allemagne. 
Membre de la cour de justice de Riom (août 1940), il quitte ces fonctions en janvier 1943.

## Distinctions
- Grand-croix de la Légion d'honneur (10 juillet 1935)
- Croix de guerre 1914–1918
- Officier d'académie
- Officier du Nichan Iftikhar
- Chevalier de l'ordre de la Couronne d'Italie